# Tierphysiotherapeut
Ein Tierphysiotherapeut ist eine Person, die ohne tierärztliche Approbation Behandlungen an Tieren ausübt. Die Ausübung dieses Berufes ist, anders als beim Heilpraktiker, gesetzlich nicht geregelt. Die Berufsbezeichnung „Tierphysiotherapeut“ ist nicht geschützt und kann zurzeit von allen Personen geführt werden. Es stehen also heute Tierphysiotherapeuten, deren Kenntnisse auf einem Wochenendlehrgang beruhen, neben solchen mit einjähriger Ausbildung, so dass der Berufsstand als sehr heterogen angesehen werden muss.

## Ausbildung
Die Ausbildung ist staatlich nicht geregelt. Die Themenschwerpunkte einer Ausbildung zum Tierphysiotherapeuten sind unter anderen:
- Anatomie und Physiologie der Tiere
- veterinärmedizinische Fächer (wie z. B. Pathologie, Innere Medizin)
- Untersuchungsmethoden
- Physiotherapeutische Verfahren
- Ernährungslehre
- ggf. auch Naturheilkunde
- ggf. auch Verhaltensbiologie
- Tierhaltung und -pflege (Grundlagenwissen)
- Existenzgründung und Praxismanagement

Die Lehrgänge finden an kostenpflichtigen Privatschulen statt, wobei sich die Ausbildungsinhalte stark unterscheiden. Den Hauptanteil der Patienten stellen meistens Pferde und Hunde. Daher bezieht sich die Ausbildung oft auch nur auf diese Tierarten.
In der Regel wird als Ausbildungsvoraussetzung ein guter Hauptschulabschluss bzw. Realschulabschluss erwartet sowie die Fähigkeit, einen guten Umgang mit Tieren zu haben. Ein hohes Maß an eigenem Engagement wird ebenfalls vorausgesetzt.
Die Kosten sind je nach Ausbildungsinstitut verschieden (ab 1200,– € bis 10.000,– €). Die Ausbildung dauert in der Regel 2 bis 3 Jahre.

## Berufsbezeichnung
Die Berufsbezeichnung „Tierphysiotherapeut“ ist nicht geschützt und kann zurzeit von allen Personen geführt werden. Ferner existiert auch kein Gerichtsurteil, wie beim Tierheilpraktiker ähnlich dem des BGH (siehe: Urteil vom 22. April 1999 - I ZR 108/ 97).
So wie beim Tierheilpraktiker sich die Abkürzung THP als Berufskürzel eingebürgert hat, ist es beim Physiotherapeuten das Kürzel TP.

## Tätigkeitsfeld
Die Physiotherapie hat sich in den letzten Jahren auch bei der Rehabilitation von Tieren, zum Beispiel nach einer Operation, nach Unfall oder einer schweren Krankheit bewährt.
Typisch für die Arbeit des Tierphysiotherapeuten sind
- die Anwendungen der klassischen Massage und anderer Massageformen
- Bewegungsübungen
- der Einsatz von Wärme, Kälte und Licht verschiedener Wellenlänge
- Anwendung diverser elektrotherapeutischer Geräte

Der Tierphysiotherapeut arbeitet Hand in Hand mit anderen Berufen, also auch Tierärzten und Tierheilpraktikern. Er unterstützt andere Therapien durch physiotherapeutische Maßnahmen.
Bei Training oder Wettkampf arbeitet der Therapeut auch sportphysiotherapeutisch. Er arbeitet Behandlungspläne selbstständig aus und setzt diese auch um.

## Praxisformen
Tierphysiotherapeuten haben entweder eine Standortpraxis, arbeiten in den Räumen eines Tierarztes oder Tierheilpraktikers, oder betreiben eine mobile Praxis.
Eine Praxiseröffnung muss nicht bei dem zuständigen Veterinäramt angemeldet werden. Auch ein Sachkundenachweis gemäß §11 TierSchG ist nicht erforderlich. In manchen Bundesländern können gewisse Sachkundenachweise erbracht werden, z. B. die Sachkundenachweis über freiverkäufliche Arzneimittel. Ein Tierphysiotherapeut kann bei Fehldiagnosen oder Falschbehandlungen im Rahmen der für jedermann geltenden gesetzlichen Grundlagen haftbar gemacht werden.

## Berufsverbände
Es existieren in Deutschland mittlerweile auch Berufsverbände für Tierphysiotherapeuten, die zum Teil mit Ausbildungsstätten assoziiert sind. Eine obligatorische Mitgliedschaft in einem Dachverband mit Sanktionsbefugnissen (analog zur Tierärztekammer) existiert nicht, so dass auch keine verbindliche Berufsordnung existiert. Einzelne Verbände können nach ihren jeweiligen Satzungen Berufsordnungen beschließen; jedoch sind diese nicht rechtsverbindlich. Der Grund dafür liegt darin, dass es den Beruf des Tierphysiotherapeuten im Rechtsverständnis nicht gibt, mit der Folge, dass auch kein rechtliches Reglement und keine gesetzlichen Mindestanforderungen für die praktische Tätigkeit existieren.

## Situation in Österreich
Tierphysiotherapeut ist in Österreich kein anerkannter Beruf. Nach dem Tierärztegesetz dürfen nur Tierärzte kranke Tiere behandeln, kurative Tätigkeiten an Tieren durch Laien sind nach § 12 verboten. Die Tierärztekammer hat daher gegen Tierphysiotherapeuten, die keine Tierärzte sind, wiederholt rechtliche Schritte eingeleitet. Im Februar 2014 wurde der Tierphysiotherapeutenverein Österreich (TPVÖ) gegründet, um über die aktuelle Rechtslage zu informieren.